# Horní Branná
Horní Branná – miejscowość i gmina (obec) w Czechach, w kraju libereckim, w powiecie Semily. W 2022 roku liczyła 1879 mieszkańców.
Jest to jedna z najstarszych miejscowości u podnóża Karkonoszy (I wzmianka z 1344 roku). W centrum znajduje się renesansowy zamek (obecnie muzeum), na którym w 1628 przebywał Jan Ámos Komenský. Nieopodal późnogotycki kościół św. Mikołaja z 1537. Przy drodze do Jilemnic znajduje się neoromański grobowiec rodziny Harrachów.